# Gelijkenis van de verloren zoon

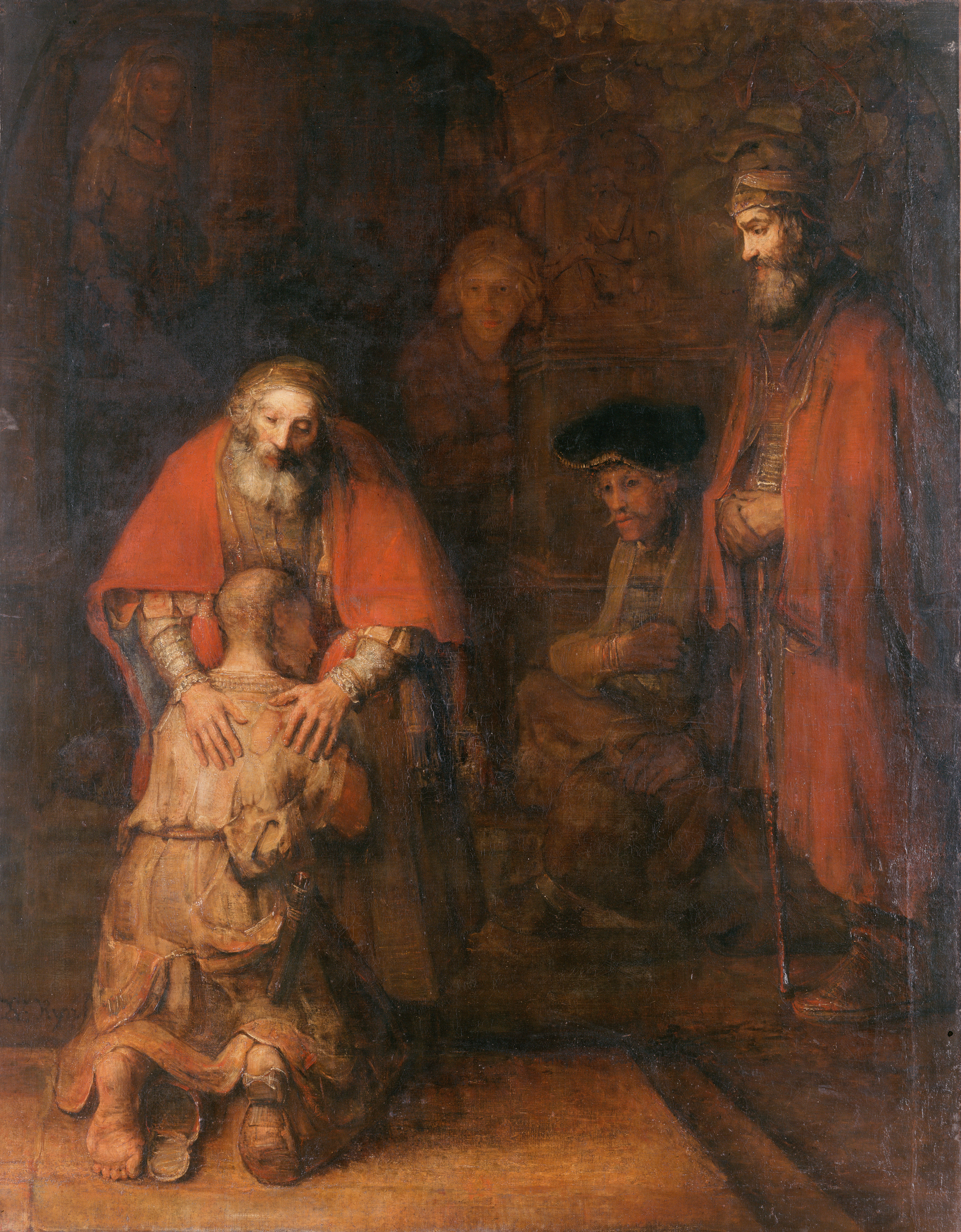
De terugkeer van de verloren zoon door Rembrandt, circa 1662

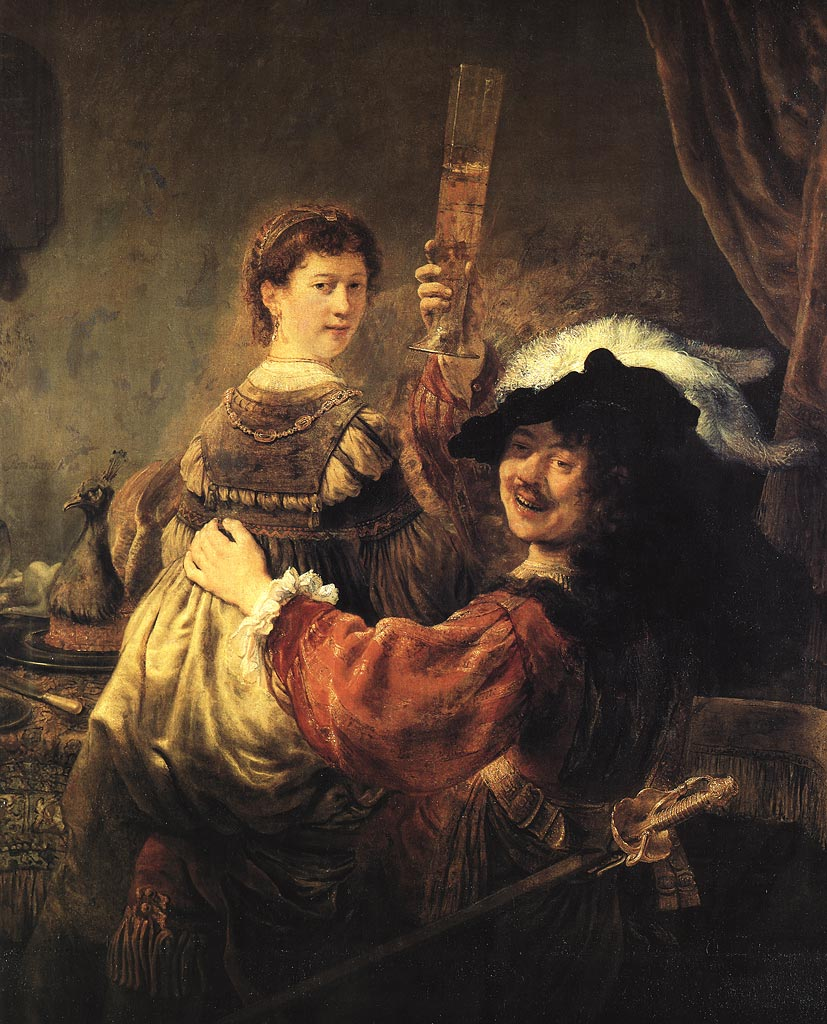
De verloren zoon in een herberg, circa 1635 (Gemäldegalerie Alte Meister)

De gelijkenis van de verloren zoon is een van de bekendste gelijkenissen uit het Nieuwe Testament. Het verhaal werd verteld door Jezus Christus en staat in Lucas 15:11-32.

## Het verhaal
Het verhaal gaat over een vader met twee zoons. De jongste zoon eist zijn erfenis op van zijn vader. Zodra hij deze ontvangt, trekt hij weg en verkwist het geld in het buitenland. Hij wordt een bedelaar, werkt als varkenshoeder en heeft zo'n honger dat hij spijtig terug verlangt naar het huis van zijn vader en besluit zijn zonden aan zijn vader te belijden en hem om een baan als dagloner te vragen. Als hij daadwerkelijk naar huis terugkeert, is de vader zo blij met de terugkeer van zijn zoon dat hij hem nauwelijks laat uitpraten en hem meteen weer terugbrengt. Hij kleedt hem feestelijk aan en geeft een groot feest.
Als de oudste zoon, die de vader altijd trouw heeft gediend, klaagt over het gedrag van de vader, antwoordt deze: “Mijn jongen, jij bent altijd bij me, en alles wat van mij is, is van jou. Maar we konden toch niet anders dan feestvieren en blij zijn, want je broer was dood en is weer tot leven gekomen. Hij was verloren en is teruggevonden."

## Context
De gelijkenis vormt een geheel met de voorafgaande gelijkenissen: het verloren schaap en de verloren penning (Lucas 15:1-10). De gebruikelijke Nederlandse naam "verloren zoon" sluit aan bij de naam van de voorafgaande gelijkenissen. Samen beschrijven de gelijkenissen hoe God omgaat met zondaren. De opeenvolging van de drie verhalen is geen toeval; het is een enumeratie naar climax. Het verloren schaap is er een van de honderd - de verloren penning is er een van de tien - de verloren zoon is er een van de twee.
In andere talen spreekt men van de "verkwistende zoon" (le fils prodigue, the prodigal son, enz.). Een boek van Tim Keller over dit verhaal maakt in de titel gebruik van de dubbelzinnigheid dat prodigal niet alleen "verkwistend" maar ook "vrijgevig", "royaal", "gul" of "overvloedig" kan betekenen en dus niet in eerste instantie op de jongste zoon, maar God betrokken kan worden.

## Interpretatie
In de traditioneel-christelijke uitleg van het verhaal staat de jongste zoon model voor de mensen die van het rechte pad zijn afgeweken, de vader verbeeldt de barmhartige reactie van God voor wie berouw van zijn zonden heeft, en de oudste zoon staat model voor diegenen die wel op het rechte pad zijn gebleven maar dienen te aanvaarden dat God berouwvolle afgeweken personen wil vergeven.
In sommige christelijke tradities wordt de oudste zoon gezien als het Joodse volk, de uitverkorenen, die altijd bij de vader hoorden, en de jongste zoon als een beeld van de heidenen die terugkeerden naar hun vader, God; waardoor de Joden zich ergerden en jaloers werden, en de Messias verwierpen.

## Doorwerking
Rembrandt heeft de terugkeer van de verloren zoon verbeeld in het schilderij Terugkeer van de Verloren Zoon, dat nu in de Hermitage in Sint-Petersburg hangt. Het doek is sterk verdeeld over een rechterflank waar de oudste zoon zwijgend toekijkt en de linkerflank waar de teruggekeerde zoon op zijn knieën zijn berouw betoont aan zijn stralende vader. Nauwelijks zichtbaar in het midden loert de spanning.
Het verhaal van de verloren zoon wordt vaak gebruikt als vergelijkende tekst bij dialectvertalingen, bijvoorbeeld in het Dialecticon van Johan Winkler.
De tekst van een populair Amerikaans volksliedje, I will arise and go unto my father, soms aangezien voor een negrospiritual, is ook overgenomen van Lucas.
Er worden vaak recente verhalen verteld met het thema van de verloren zoon die bij zijn terugkomst een betere ontvangst krijgt dan hij durft te verwachten. De historiciteit van deze verhalen staat niet altijd vast. Een voorbeeld is de hit Tie a Yellow Ribbon Round the Ole Oak Tree van Irwin Levine en Lawrence Russell Brown, uitgevoerd door Tony Orlando & Dawn.